# 细齿冷水花
细齿冷水花（学名：Pilea scripta）是荨麻科冷水花属的植物。分布于缅甸、锡金、尼泊尔、印度以及中国大陆的云南、西藏等地，生长于海拔2,000米至3,000米的地区，一般生长在林下阴湿处，目前尚未由人工引种栽培。